# ليكوود (كولورادو)
ليكوود (بالإنجليزية: Lakewood) هي مدينة أمريكية تابعة لإقليم جيفرسون في مقاطعة بارك تقع في الجزء الشرقي من المقاطعة التي تقع شمال كولورادو بالقرب من دنفر عاصمة الولاية التي تبعد عنها حوالي 20 كم ويقطنها حوالي 142980 نسمة حسب إحصائيات سنة 2010.

## المناخ
يظهر الجدول التالي التغييرات المناخية على مدار السنة لليكوود:
| البيانات المناخية لـليكوود        | البيانات المناخية لـليكوود | البيانات المناخية لـليكوود | البيانات المناخية لـليكوود | البيانات المناخية لـليكوود | البيانات المناخية لـليكوود | البيانات المناخية لـليكوود | البيانات المناخية لـليكوود | البيانات المناخية لـليكوود | البيانات المناخية لـليكوود | البيانات المناخية لـليكوود | البيانات المناخية لـليكوود | البيانات المناخية لـليكوود | البيانات المناخية لـليكوود |
| الشهر                             | يناير                      | فبراير                     | مارس                       | أبريل                      | مايو                       | يونيو                      | يوليو                      | أغسطس                      | سبتمبر                     | أكتوبر                     | نوفمبر                     | ديسمبر                     | المعدل السنوي              |
| --------------------------------- | -------------------------- | -------------------------- | -------------------------- | -------------------------- | -------------------------- | -------------------------- | -------------------------- | -------------------------- | -------------------------- | -------------------------- | -------------------------- | -------------------------- | -------------------------- |
| الدرجة القصوى °ف (°م)             | 72 (22)                    | 74 (23)                    | 84 (29)                    | 86 (30)                    | 94 (34)                    | 104 (40)                   | 101 (38)                   | 100 (38)                   | 96 (36)                    | 89 (32)                    | 88 (31)                    | 74 (23)                    | 104 (40)                   |
| متوسط درجة الحرارة الكبرى °ف (°م) | 43.6 (6.4)                 | 46.7 (8.2)                 | 52.5 (11.4)                | 58.8 (14.9)                | 68.4 (20.2)                | 79.6 (26.4)                | 85.8 (29.9)                | 83.9 (28.8)                | 75.5 (24.2)                | 64.5 (18.1)                | 51.0 (10.6)                | 44.8 (7.1)                 | 62.9 (17.2)                |
| متوسط درجة الحرارة الصغرى °ف (°م) | 12.7 (−10.7)               | 15.9 (−8.9)                | 21.9 (−5.6)                | 29.7 (−1.3)                | 39.2 (4.0)                 | 48.9 (9.4)                 | 54.6 (12.6)                | 52.7 (11.5)                | 43.0 (6.1)                 | 32.2 (0.1)                 | 21.0 (−6.1)                | 14.1 (−9.9)                | 32.2 (0.1)                 |
| أدنى درجة حرارة °ف (°م)           | −26 (−32)                  | −23 (−31)                  | −11 (−24)                  | −1 (−18)                   | 12 (−11)                   | 27 (−3)                    | 37 (3)                     | 41 (5)                     | 16 (−9)                    | 5 (−15)                    | −5 (−21)                   | −25 (−32)                  | −26 (−32)                  |
| الهطول إنش (مم)                   | 0.48 (12)                  | 0.46 (12)                  | 1.37 (35)                  | 2.08 (53)                  | 2.59 (66)                  | 2.17 (55)                  | 1.87 (47)                  | 1.83 (46)                  | 1.45 (37)                  | 1.02 (26)                  | 1.14 (29)                  | 0.60 (15)                  | 17.06 (433)                |
| متوسط تساقط الثلوج إنش (سم)       | 8.6 (22)                   | 6.7 (17)                   | 11.9 (30)                  | 10.0 (25)                  | 1.3 (3.3)                  | 0 (0)                      | 0 (0)                      | 0 (0)                      | 0.9 (2.3)                  | 3.3 (8.4)                  | 12.1 (31)                  | 8.7 (22)                   | 63.5 (161)                 |
| المصدر:                           |                            |                            |                            |                            |                            |                            |                            |                            |                            |                            |                            |                            |                            |

## توأمة
لليكوود (كولورادو) اتفاقيات توأمة مع:
- تشستر

## أعلام
- ويلي شالر
- جيب بروفسكي
- كارل جاي جونسون
- ستيف وليامز
- دوغلاس داردن
- كريس برودريك
- ديريك كيانفرانس
- جون كينيدي
- مارتي لانغ
- بيل هابل

## روابط
- الموقع الرسمي للمدينة